# Maxstadt
Maxstadt é uma comuna francesa na região administrativa de Grande Leste, no departamento de Mosela. Estende-se por uma área de 7,91 km². Em 2010 a comuna tinha 317 habitantes (densidade: 40,1 hab./km²).